# Fusion Drive
Fusion Drive ist eine von der Firma Apple für Computer entwickelte Technik, mit der eine SSD und eine mechanische Festplatte (HDD) zu einem logischen Laufwerk verbunden werden. Es handelt sich dabei um eine Weiterentwicklung von Hybridlaufwerken. Bei letzteren dient der SSD-Teil als Datenpuffer, und alle Daten sind immer auch auf der mechanischen Platte gespeichert. Bei Fusion Drive hingegen dient die SSD als vollwertiger Teil des logischen Laufwerks (bis auf einen kleinen Teil von 4 GB, der auch hier als Puffer dient). Im Unterschied zu Hybridlaufwerken handelt es sich bei Fusion Drive um eine reine Softwarelösung. Apple setzte diese Technik auf dem Mac mini vom Herbst 2012 und Herbst 2014 sowie bei verschiedenen iMacs der Modelljahre 2012 bis 2020 ein. 

## Beschreibung und Funktion
Apple bezeichnet Fusion Drive als eine Technik, bei der eine SSD und eine mechanische Festplatte transparent zu einem logischen Laufwerk verbunden werden. Der Benutzer sieht die Kombination als ein einziges Laufwerk. Mit Fusion Drive soll auch bei großem Speichervolumen zu einem moderaten Preis von der Geschwindigkeit der SSD profitiert werden können. Dies adressiert vor allem Nutzer, die auf einen Großteil des Laufwerks selten bis nie zugreifen.
Fusion Drive verbindet zwei physische zu einem logischen Laufwerk, wobei dies kein RAID 0 im eigentlichen Sinne darstellt, da die beiden Laufwerke auch vereinzelt den Zugriff auf die jeweiligen Daten zulassen. Darüber hinaus wird eine Technik namens Tiering (dt. etwa „Staffelung“ oder „Schichtung“) angewendet. Dabei werden Daten, auf die häufig zugegriffen wird, auf das schnellste Laufwerk (hier die SSD) gespeichert, die übrigen auf das langsamere, hier auf die mechanische Platte. Welche Daten wo gespeichert werden, entscheidet das Betriebssystem anhand einer ständigen Analyse des Datenzugriffs selbst und kann vom Benutzer nicht beeinflusst werden. Gegebenenfalls schichtet das Betriebssystem auch im Hintergrund Daten um. Das Betriebssystem selbst liegt immer auf der SSD. Tiering mit SSDs wurde in Storage-Servern schon einige Jahre zuvor angewandt. Mit Fusion Drive kommt dieses Verfahren erstmals in einem Personal Computer zur Anwendung.
Fusion Drive war seit November 2012 in allen neuen Macs mit SSD und mechanischer Festplatte integriert. Die ersten entsprechenden Macs waren mit einer 128 GB großen SSD und einer 1 TB oder 3 TB großen mechanischen Festplatte ausgestattet. Derzeit (Juli 2017) stellt Apple kein Dienstprogramm zur Verfügung, mit dem sich Fusion Drive auch auf älteren Macs installieren ließe. Dies ist aber über das Terminal möglich, Voraussetzung dazu ist mindestens OS X 10.8 Mountain Lion.
Seit MacOS 10.13 High Sierra setzt Apple auf das neue APFS-Dateisystem, welches das bisherige HFS+ ablöst. APFS ist bis macOS 10.13 High Sierra nicht mit Fusion Drives kompatibel; bei der Systemaktualisierung wird dann HFS+ beibehalten. Dies änderte sich mit macOS 10.14 Mojave, welches ein Fusion Drive dabei automatisch auf APFS migriert.
Ein Nachteil der Fusion-Drives ist die deutlich schlechtere Zugriffsgeschwindigkeit auf Daten, die auf HDD liegen, was ungünstig ist, wenn auf signifikant größere Datenmengen häufig zugegriffen wird, als auf die SSD passen. Zumindest bei Schreibzugriffen im kleineren Umfang wird dieser Nachteil über den Puffer-Teil der SSD kompensiert, wo die geschriebenen Daten zunächst rasch abgelegt und dann asynchron auf die Festplatte weitergereicht werden.
Ein weiterer Nachteil ist die raschere Alterung der SSD bei häufigem Schreibzugriff auf die dort befindlichen Daten, denn auch wenn der Treiber neue Datenblöcke bevorzugt auf jene Sektoren schreibt, die noch weniger häufig beschrieben wurden, ist die Gesamtzahl der verfügbaren Sektoren doch deutlich geringer als bei einer reinen SSD-Lösung. In der Praxis werden die Rechner aber meist ersetzt, lange bevor dieser Effekt zum Problem wird.
Apple-Rechner der Modelljahre ab 2021 verwenden ausschließlich SSD, was dem Preisverfall dieser Technologie Rechnung trägt und die genannten Nachteile beseitigt.